# Palazzo Stathatos
Il palazzo Stathatos (o anche villa Stathatos) è un edificio di stile neoclassico che si affaccia sul viale Vasilissis Sofias ad Atene, in Grecia. Esso fu eretto nel 1895 su progetto dell'architetto tedesco Ernst Ziller per conto della famiglia greca Stathatos, dalla quale prende il nome. La famiglia lo donò successivamente allo Stato greco, che lo restaurò e lo destinò a ospitare diversi eventi. Il comitato per portare i giochi olimpici ad Atene del 1996 ebbe sede in questo palazzo. Oggi è parte del Museo di Arte Cicladica.

## Architettura
L'edificio è composto da due ali, quasi simmetriche, collegate da un maestoso ingresso e da un atrio cilindrico. Nel complesso l'edificio ha molte caratteristiche neoclassiche: simmetria, ordine geometrico, utilizzo di ordini greco-antichi e romanici, forme eleganti.
L'ingresso è una delle parti principali dell'edificio, che riunisce le due ali e dà carattere al fabbricato. La pianta è costituita da un rettangolo e da due semicerchi sui lati maggiori del rettangolo. Quattro colonne di ordine tuscanico e quattro composite sostengono la copertura, fatta di otto volte. Due colonne di ordine corinzio danno enfasi alle scale che conducono alla parte coperta dell'ingresso.